# 緊縛の館
『緊縛の館』（きんばくのやかた）は、グランブルーの「xyz」ブランドより1995年に発売されたアダルトゲーム。
定められた期間内で、主人公と兄が少女を調教する育成シミュレーションゲーム。
本作品のDVDPG版『緊縛の館 DVDPG』が電脳CLUBより2003年に発売された。
本作の続編となる『略奪 〜緊縛の館 完結編〜』が、同社xyzブランドから1999年に発売された。また、同作を原作とするアダルトアニメ『緊縛の館 〜略奪〜』が、バニラより前後編にてリリースされた。なお、同アニメ作品は、『緊縛の館+堕落Complete Edition』として再発売されている。海外版のタイトルは『Bondage Mansion』。
本作品『緊縛の館』と続編『略奪 〜緊縛の館 完結編〜』は、パラダイムの「パラダイムノベルス」レーベルより、それぞれのゲームを原作としたノベライズ版が刊行されている。

## 評価
『略奪 〜緊縛の館 完結編〜』はBugBugのイチオシ!BUG'Sレビューでは「（前略）対戦だからしかたないのだが、こちらが上げたいパラメータをCPUがガンガン下げてくれる。あと、コマンドに対するパラメータ値の上下設定もなかなかシビアだ。女の子といたわりながらプレイしようとすると、羞恥心はどんどん上がっていき、従順度はまったく上がってくれない。また、SMやスカトロといったきついプレイばかりやってると、良心度はどんどん下がり、残虐度はどんどん上がる。ほどほどにやろうと心がけるとCPUに敢えなく敗北…。おかげでろくなエンディングしか見られなかった。そういう困ったときは、全日程をオートプレイに頼ってみるのもアリだ。とりあえずはノーマルなエンディングには到達できるぞ。（中略）多くのゲームが複数の娘を登場させてユーザーライクに仕上げようとしている時代に登場する娘がひとりというこのゲームは、その娘に絶対的な自信があるということの表れであり、またゲーム性においてもしかり。ということで天乃御剣氏の描く娘はカワイイ♥（後略）」とし、ゲーム紹介欄で「天乃御剣氏原画のかわいい女の子がハードに侵されるイベントシーンは見物。」とした。
アダルトアニメ『緊縛の館 〜略奪〜』はAnime News NetworkのBamboo Dongは「どのカテゴリからも視聴者に簡単にアピールしている。だがそれが誰であろうと深いストーリーラインと魅力的で芸術的な高められたOVAを作り上げようと強いられた試みは怠惰な彼または彼女のまなざしを防ぐことは難しいと思うでしょう」と述べ、Hentai JumpのMike Tooleは「酷い作り（The piss-poor production）により価値のあるものとして保てないが、レンタルとしてはいいものだった」と述べ、ManiaのChris Beveridgeは「普通の変態を超えてクール・ディバイシスのようなものを探している人のためにこれはおそらく向いているだろう良いシリーズです」と述べ、Brian T. Burkeは「本作を気に入ったのは他のアダルトアニメよりもプロットが詳細だからという事実があったからです」と述べた。